# 八丈岩站
八丈岩站（日语：／ Hachijōiwa eki */?）是位於岐阜縣揖斐郡揖斐川町，名古屋鐵道揖斐線的鐵道車站（廢站）。
車站名稱八丈岩取自車站附近權現山山腰的大石名稱。

## 歷史
- 1928年（昭和3年）12月20日 - 美濃電氣軌道（日语：美濃電気軌道）北方線黑野站至本揖斐站之間開業，此站啟用[3][4][5][6]。
- 1930年（昭和5年）8月20日 - 美濃電氣軌道與名古屋鐵道（第一代。同年中改名為名岐鐵道，在1935年起再改名為名古屋鐵道）合併。成為名古屋鐵道揖斐線的車站[4]。
- 1944年（昭和19年） - 車站暫停營業[4][5][6]。
- 1969年（昭和44年）4月5日 - 車站正式廢除[4][5][6]。

## 車站構造
截至車站廢除前，此站是地面車站，設有1面1線的單式月台。

## 替代交通
- 揖斐川町社區巴士（日语：揖斐川町コミュニティバス）：長良巴士站[7]。

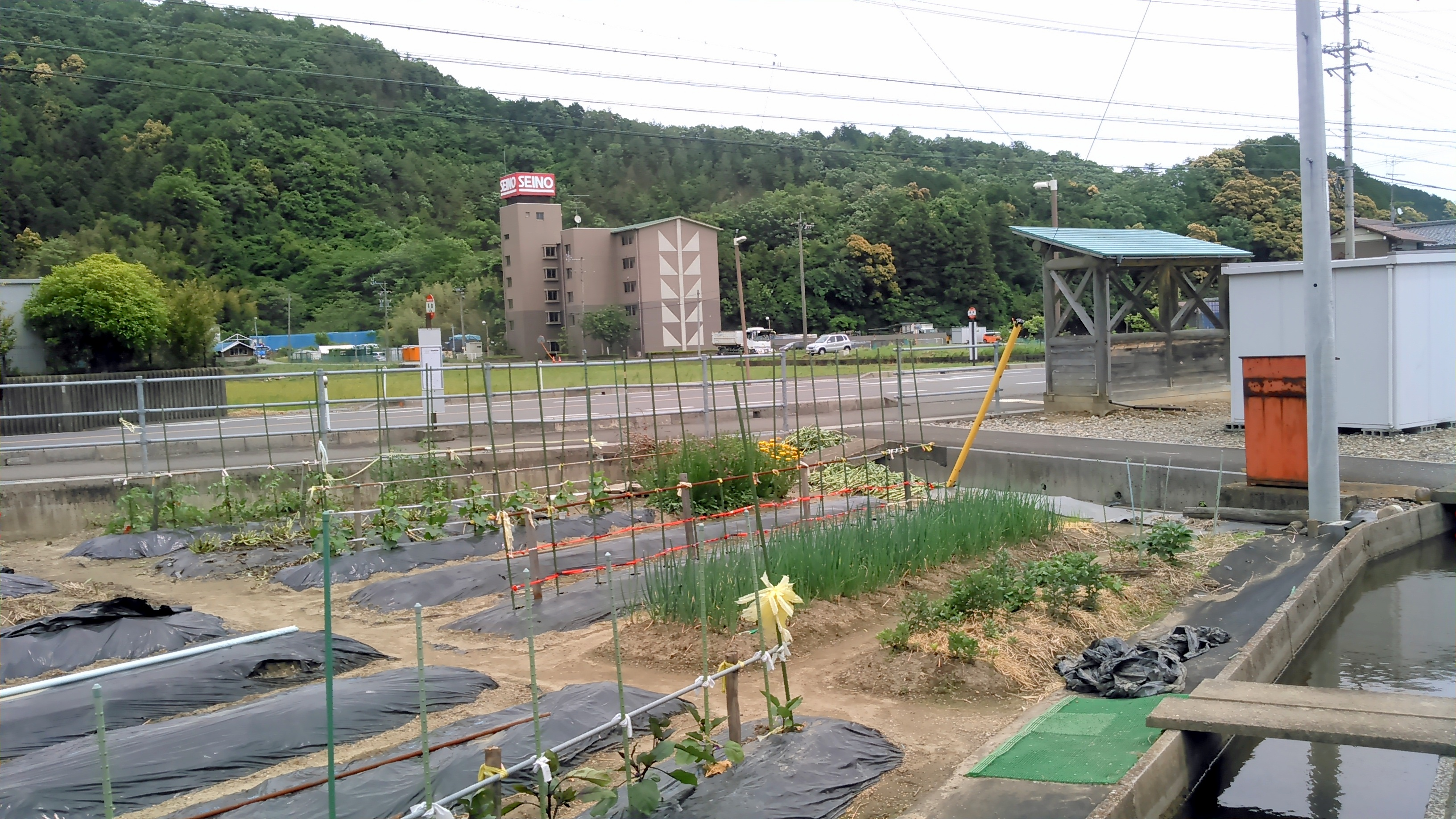
長良巴士站 （2017年5月）

## 相鄰車站
名古屋鐵道
揖斐線
清水－八丈岩－本揖斐

## 注腳